# Yukarısaklıca, Ağrı
Yukarısaklıca là một xã thuộc thành phố Ağrı, tỉnh Ağrı, Thổ Nhĩ Kỳ. Dân số thời điểm năm 2011 là 229 người.